# 7e gala des prix Félix
Les Lauréats des prix Félix en 1985 ont reçu leurs récompenses à l'occasion du septième Gala de l'ADISQ, animé par Jean-Guy Moreau et qui eut lieu le 27 octobre 1985.

## Interprète masculin de l'année
- Corey Hart

Autres nommés : Robert Charlebois, Claude Dubois, Daniel Lavoie, Robert Leroux, Paul Piché, Michel Rivard, René Simard, Jean Lapointe, Michel Lemieux.

## Interprète féminine de l'année
- Céline Dion

Autres nommées : Véronique Béliveau, Édith Butler, Martine Chevrier, Marie-Michèle Desrosiers, Nicole Martin, Louise Portal, Ginette Reno, Nathalie Simard, Martine St-Clair, Diane Tell.

## Révélation de l'année
- Rock et Belles Oreilles
- Autres nommés : Jano Bergeron, Joe Bocan, la famille Staunton, Top Sonart.

## Groupe de l'année
- The Box

Autres nommés : Men Without Hats, Offenbach, le Show, Uzeb.

## Auteur-compositeur de l'année
- Corey Hart pour Never surrender.

## Artiste s'étant le plus illustré hors Québec
- Daniel Lavoie

Autres nommés : Édith Butler, Céline Dion, Diane Dufresne, Jean Lapointe.

## Artiste anglophone s'étant le plus illustré hors Québec
- Corey Hart

Autres nommés : France Joli, Men Without Hats.

## Artiste de la francophonie s'étant le plus illustré au Québec
- Alain Morisod

## Chanson de l'année
- Une colombe de Céline Dion

Autres nommées : Aimer pour aimer de Marie-Michèle Desrosiers, Cover girl de Véronique Béliveau, C'est pas physique de Robert Charlebois, Ils s'aiment de Daniel Lavoie, 1254 New-York de Robert Leroux, Je l'aime de Nicole Martin et Martine St-Clair, Il y a de l'amour dans l'air de Martine St-Clair, On va s'aimer de Martine St-Clair, C'est beaucoup mieux comme ça de Ginette Reno.

## Album populaire (public) de l'année
- Mélanie de Céline Dion

Autres nommés : Beau Dommage au Forum de Beau Dommage, Ding et Dong en vie (live) de Ding et Dong, Tension attention de Daniel Lavoie, Il faudrait se parler de Chantal Pary, Nouvelles d'Europe de Paul Piché, Souvenirs tendres de Ginette Reno, Chante avec Nathalie de Nathalie Simard, Comment ça va? de René Simard, Il y a de l'amour dans l'air de Martine St-Clair.

## Album le plus vendu
- Mélanie de Céline Dion

## 45-tours le plus vendu
- La colombe de Céline Dion

## Album (auteur-compositeur-interprète) de l'année
- Boy in the Box de Corey Hart

Autres nommés : Face à la musique de Claude Dubois, Androgyne, de Jean-Pierre Ferland, Sins de Luba, Bonsoir…mon nom est Michel Rivard et voici mon double album de Michel Rivard.

## Album pop de l'année
- Il y a de l'amour dans l'air de Martine St-Clair et Mélanie de Céline Dion

Autres nommés : Super position de Robert Charlebois, C'est beau le monde de Jean Lapointe, On a besoin d'amour, de Diane Tell.

## Album rock de l'année
- Nouvelles d'Europe de Paul Piché

Autres nommés : All the Time, All the Time, All the Time de The Box, Dernier cri de Corbeau, Rockorama d'Offenbach, Black Cars de Gino Vannelli.

## Album country-western de l'année
- Cadeau de Renée Martel

Autres nommés : Fier d'être Acadjin d'Albert Babin, Merci madame Julie Daraiche de Julie Daraiche, Pour une larme, pour un sourire de Richard Huet, Quand on est en amour de Patrick Norman.

## Album instrumental de l'année
- Verseau de Claude Sirois

## Album jazz de l'année
- Trio Lorraine Desmarais de Lorraine Desmarais

## Album enfants de l'année
- La guerre des tuques (chanson-thème de Nathalie Simard)

Autres nommés : Moi et Fafoin vol. 2 de Fafoin, Chante avec Nathalie de Nathalie Simard, Mes amis, les câlinours de Nathalie Simard, L'été-l'hiver de  Tape-tambour.

## Album humour de l'année
- Ding et Dong en vie (live) de Ding et Dong

Autres nommés : Ango! A musical comedy! (Artistes variés).

## Spectacle pop de l'année
- Un million de fois je t'aime d'Édith Butler

Autres nommés : Beau Dommage au Forum de Beau Dommage, Céline Dion de Céline Dion, Du gramophone au laser de Jean-Pierre Ferland, Louise Portal, Marie-Claire Séguin, Nanette Workman, Piché, Rivard de Paul Piché et Michel Rivard.

## Spectacle rock de l'année
- Solid Salad de Michel Lemieux

Autres nommés : One more for the road d'April Wine, Corey Hart Live at the Spectrum de Corey Hart, Show d'Adiâble de Plume Latraverse, Nouvelles d'Europe de Paul Piché.

## Spectacle humour de l'année
- Ding et Dong en spectacle de Ding et Dong

Autres nommés : Daniel Lemire de Daniel Lemire, Porte à rire de Jean Lapointe, Vous me reconnaissez? de Pierre Verville, Tournée Juste pour rire (André-Philippe Gagnon, les Foubracs, Roland Magdane, Pierre Labelle).

## Vidéoclip de l'année
- Rumeurs de la ville de Michel Rivard

Autres nommés : Cochez oui, cochez non de Paul Piché, Nouvelles d'Europe de Paul Piché, Ça rend rap de Rock et Belles Oreilles, Double vie de Richard Séguin.

## Hommage
- Gilles Vigneault

## Sources
Gala de l'ADISQ 1985